# Kerberosaurus
Kerberosaurus là một chi khủng long, được Bolotsky & Godefroit mô tả khoa học năm 2004.